# Val-d'Auzon
Val-d'Auzon è un comune francese di 408 abitanti situato nel dipartimento dell'Aube nella regione del Grand Est.

## Società

### Evoluzione demografica
Abitanti censiti